# Soluntum
Soluntum ali Solus je bilo starodavno mesto ob Tirenski obali Sicilije blizu današnje občine Santa Flavia v Italiji. V antiki je bilo to eno od treh glavnih feničanskih naselij na otoku.

## Imena
Punsko ime mesta je bilo preprosto Kapara (𐤊𐤐𐤓𐤀, kprʾ), kar pomeni 'vas'.
Grško ime se v ohranjenih kovancih pojavlja kot Solontînos (Σολοντῖνος), v drugih virih pa se pojavlja kot Solóeis (Σολόεις), Soloûs (Σολοῦς) in Solountînos. Nekateri učenjaki trdijo, da sta bila Soluntum in Solus dve različni mesti v neposredni bližini, Soluntum, višje na pobočju, ki je bilo poznejše prebivališče, ki je izpodrinilo prejšnje naselje Solus, na nižji nadmorski višini. Ta sta bila latinizirana kot Soluntum in Solus, kar je postalo sodobno italijansko ime Solunto.

## Geografija
Soluntum je ležal 183 m nad morjem na jugovzhodni strani Monte Catalfano (373 m) in je imel čudovit pogled iz naravno močne situacije. Takoj je vzhodno od drznega rta, imenovanega Capo Zafferano. To je približno 16 km vzhodno od Panormusa (sodobni Palermo).

## Zgodovina
Datum prve naselitve je - tako kot Panormus (Palermo) - neznan. Od bližine Panormusa je bil Soluntum ena redkih kolonij, ki so jo Feničani obdržali, ko so popustili pred napredovanjem grških kolonij na Siciliji, in se umaknili na severozahodni kot otoka. Nato je skupaj s Panormusom in Motyo prešel v roke Kartažanov ali pa je vsaj postal odvisen od tega ljudstva. Kartažansko zavezništvo se je nadaljevalo tudi leta 397 pr. n. št., ko je mogočna Dionizijeva oborožitev zamajala zvestobo večine njihovih zaveznikov; Dionizij je nato opustošil njegovo ozemlje, vendar brez učinka. V kasnejšem obdobju vojne (396 pr. n. št.) je bil izdan v roke tega despota, vendar je verjetno kmalu spet padel v oblast Kartažanov. Zagotovo je bilo to eno izmed mest, ki je navadno tvorilo del gospoščin na otoku; leta 307 pr. n. št. so ga izročili vojakom in plačancu Agatoklesu, ki so sklenili mir s Kartažani, ko jih je njihov vodja v Afriki zapustil. Med prvo punsko vojno je še vedno podvrženo Kartagini in šele po padcu Panorma je Soluntum odprl vrata tudi Rimljanom. Pod rimskim gospostvom je še naprej obstajalo kot občinsko mesto, vendar očitno eno brez velikega pomena, saj njegovo ime le malo znano in ga občasno omenja Cicero. A še vedno ga opazita tako Plinij Starejši kot Ptolemaj, kjer je ime pokvarjeno zapisano Ὀλουλίς), kot tudi poznejši itinerariji, ki ga postavljajo 12 milj od Panormusa in 12 od Term (sodobni Termini Imerese). Soluntum je v antiki koval kovance. Verjetno je, da njegovo popolno uničenje izvira iz časa Saracenov.

## Izkopavanja in ostanki
Izkopavanja so razkrila precejšnje ostanke starodavnega mesta, ki je v celoti spadalo v rimsko obdobje, veliko pa še vedno ostaja neraziskano. Sledi dveh starodavnih cest, tlakovanih z velikimi kamnitimi bloki, ki sta vodili do mesta, se lahko še vedno vodita, celoten vrh Monte Catalfano pa je prekrit z drobci starodavnih zidov in temeljev stavb. Med njimi lahko zasledimo ostanke dveh templjev, od katerih so bili odkriti nekateri kapiteli in deli frizov. V muzeju v Palermu je arhaična orientalska Artemida, ki sedi med levom in panterjem, skupaj z drugimi starinami s tega najdišča. Napis, ki so ga postavili državljani v čast Fulvie Plautille, žene Karakala, so našli tam leta 1857. Z izjemo ovinkaste ceste, po kateri se je mestu približalo na jugu, so ulice kljub neravnostim tal, ki so mestoma tako strme, da je treba uvesti stopnice, pravokotno postavljene in potekajo od vzhoda proti zahodu in od severa proti jugu. Praviloma so tlakovane s kamnitimi ploščami. Hiše so bile zgrajene iz grobega zidu, ki je bil nato ometan; naravna skala se pogosto uporablja za spodnji del sten. Ena največjih med njimi, s peristilom, je bila leta 1911, čeprav napačno, imenovana gimnazija. Blizu vrha mesta je v skali vrezanih nekaj zbiralnikov, na vrhu pa je večja hiša kot običajno, na stenah so mozaični tlaki in podobe. Najdenih je bilo tudi več grobov.